# 順聖太后
順聖太后（约883年—926年），徐姓，名不詳，成都人。是五代十国时期前蜀开国皇帝王建的妃子。
徐氏受封賢妃，又称大徐妃。王建死后，因她是嗣帝王衍之生母，被尊为順聖太后。交结佞臣，专权受贿。前蜀亡于后唐，为后唐莊宗所杀。其妹則封淑妃，王衍尊為翊聖皇太妃。